# Château de Montereau-Fault-Yonne
Le château de Montereau-Fault-Yonne est un ancien château fort situé à Montereau-Fault-Yonne, en France. Il est partiellement inscrit aux monuments historiques depuis 1946.

## Situation et accès
Les vestiges de l’ancien édifice sont situés à la confluence de la Seine et de l'Yonne, dans le centre historique de Montereau-Fault-Yonne. Plus largement, il se trouve dans le département de Seine-et-Marne, en région Île-de-France.

## Historique
À cet emplacement, le comte de Sens, Rainard, élève en 1015 une tour fortifiée en bois. Celle-ci est rapidement remplacée au profit d'un château fort en pierre. Louis XIV le vend à la famille de Brou en 1696. Leurs héritiers le laissent à l'abandon, ce qui le rend inhabitable au milieu du XVIIIe siècle. La tourelle et l'aile orientale servent d'ailleurs de prison du XVIIe au XIXe siècle. Propriété privée jusqu'en 1988, la Ville le rachète finalement dans un état dégradé pour 61 000 euros.

## Statut patrimonial et juridique
Les restes de l'ancien château — l'aile du château attenante à la tour du 14s, terrasse et restes des tours en bordure de l'Yonne — font l’objet d’une inscription au titre des monuments historiques par arrêté du 23 novembre 1946, en tant que propriété privée.